# نصرت أباد (دشتابي الغربي)
نصرت أباد (بالفارسية: نصرت‌آباد) هي قرية تقع في إيران في قسم دشتابي الغربي الريفي. يقدر عدد سكانها بـ 63 نسمة .